# Triumfetta leptacantha
Triumfetta leptacantha är en malvaväxtart som beskrevs av Ferdinand von Mueller. Triumfetta leptacantha ingår i släktet triumfettor, och familjen malvaväxter. Inga underarter finns listade i Catalogue of Life.